# Eccidio di Villadose
L'eccidio di Villadose fu una strage nazista compiuta il 25 aprile 1945 a Villadose, in provincia di Rovigo, in cui morirono 20 persone.

## Storia
Il 25 aprile 1945, mentre le truppe alleate stavano dilagando nella pianura padana e stavano attraversando il Po, un reparto di militari tedeschi rastrellò una ventina di uomini nei pressi di Lama Polesine, nel comune di Ceregnano. Il pretesto del rastrellamento fu la morte, in circostanze mai del tutto appurate, di soldato nazista in località Samoro. Durante il rastrellamento un ragazzo di diciannove anni, Dino Bondesan, tentò la fuga ma fu ucciso da una scarica di mitra. Complessivamente vennero fermate 22 persone, tra loro anche due fascisti della locale Brigata Nera (Archimede Casarin e Giocondo Tenan) che cercarono invano di essere rilasciati mostrando i loro documenti. Al gruppo si aggiunse volontariamente anche Ferruccio Ponzetto, avendo riconosciuto tra i fermati anche alcuni suoi amici.
La colonna di ostaggi venne fatta quindi sfilare per le campagne polesane fino a quando non fu fatta fermare presso una casa vicino al cimitero di Villadose. Qui gli ostaggi, eccezion fatta per uno, che fu salvato dall'intervento di un farmacista, vennero prelevati a gruppi di tre e fucilati lungo il muro del camposanto. Tre condannati riuscirono a sopravvivere all'esecuzione e a mettersi successivamente in salvo.

## Vittime
- Giorgio Brunazzo, di Ceregnano, classe 1930
- Benedetto Buosi, di Pradamano, classe 1903
- Vittorio Buosi, di Rovigo, classe 1911
- Archimede Casarin, di Ceregnano, classe 1929
- Napoleone Ceron, di Adria, classe 1875
- Guido Checchinato, di Villanova Marchesana, classe 1927
- Umberto Cuozzo, di Ceregnano, classe 1930
- Armando Danesi, di Adria, classe 1925
- Pietro Ferrarese, di Villadose, classe 1925
- Giuseppe Ferrari, di Giacciano con Baruchella, classe 1899
- Cilio Fortuna, di Villanova Marchesana, classe 1876
- Stanko Kovac, di Matlka (Slovenia), classe 1927
- Gino Antonio Paesante, di Ceregnano, classe 1926
- Antonio Pasquin, di Adria, classe 1882
- Giuseppe Passarotto, di Adria, classe 1924
- Probo Piva, di Argenta, classe 1928
- Ferruccio Ponzetto, di Gavello, classe 1911
- Giocondo Tenan, di Ceregnano, classe 1897
- Alceo Ungarelli, di Castel San Pietro, classe 1902
- Ugo Bruno Ventura, di Ceregnano, classe 1926

## Monumenti
Le vittime dell'eccidio riposano nel cimitero di Ceregnano, mentre una lapide in loro ricordo è stata posta nel camposanto di Villadose.